# NGC 6041
NGC 6041是在星座武仙座中的一個巨大橢圓星系，位於大約 4.7 億 光年之外。NGC 6041 有一個擴展的包絡，向著星系對阿普122扭曲。NGC 6041是武仙座星系團中最亮的星系（BCG）。這個星系是由天文學家讓·瑪里·愛德華·史提芬於1870年6月27日發現的。

## 外部連結
- WikiSky上关于NGC 6041的内容：DSS2, SDSS, GALEX, IRAS, 氢α, X射线, 天文照片, 天图, 文章和图片